# André the Giant
André the Giant (n. 19 mai 1946, Coulommiers⁠(d), Île-de-France, Franța – d. 28 ianuarie 1993, Paris, Île-de-France, Franța) a fost un wrestler și actor francez. El a avut între 215 și 240 kg și 224 cm înălțime.

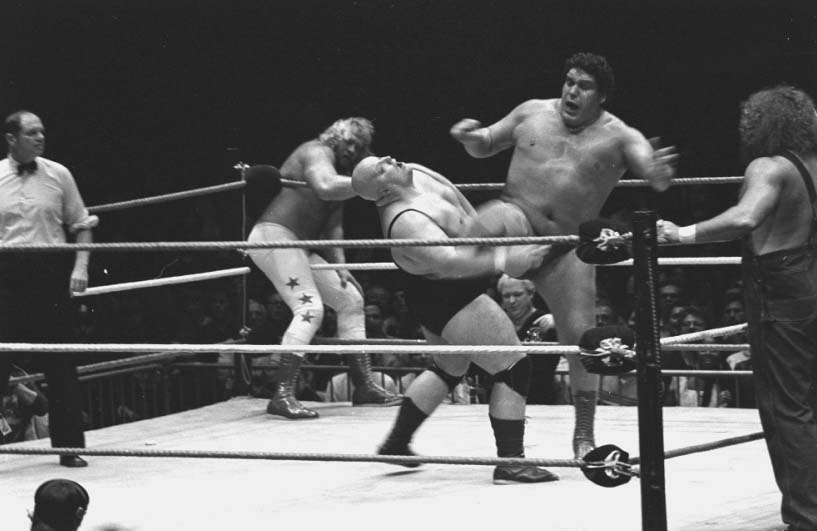
André the Giant

## Viața personală
S-a născut în Grenoble, Franța. Când avea 12 ani avea o înălțime de 190cm și 110kg din cauza acromegaliei. El nu putea fi dus la școală cu autobuzul din cauză că nu avea loc, și era dus la școală de scriitorul Samuel Beckett, un prieten al tatălui său. El a fost un elev bun, dar a abandonat școala în clasa a opta deoarece credea că un agricultor nu are nevoie de studiile liceale.

## Moartea
André The Giant a murit în somn din cauza unei insuficiențe cardiace pe data de 29 ianuarie 1993 într-un hotel din Paris. El a fost incinerat. După moartea sa WWF (WWE) a decis că André The Giant să fie primul wrestler care intră în Hall Of Fame. André The Giant a fost sursa de inspirație a filmului Gigantul Meu (1998). Big Show s-a inspirat foarte mult din stilul de luptă al lui André, deoarece sunt apropiați ca mărime (Big Show are 213 cm înălțime și 200 kg).

## PPV-uri la care a participat
- Wrestlemania I (îl învinge pe Big John Studd)
- Wrestlemania II (câștigă un battle royal)
- WrestleMania III (este învins de Hulk Hogan)
- WrestleMania IV (dublă descalificare cu Hulk Hogan)
- WrestleMania V (este învins prin descalificare de Jake Roberts)
- WrestleMania VI (este învins de către echipa Demolition)
- WrestleMania VII (intervine în meciul Big Boss Man și Mr. Perfect)